# Zatoka Cenderawasih

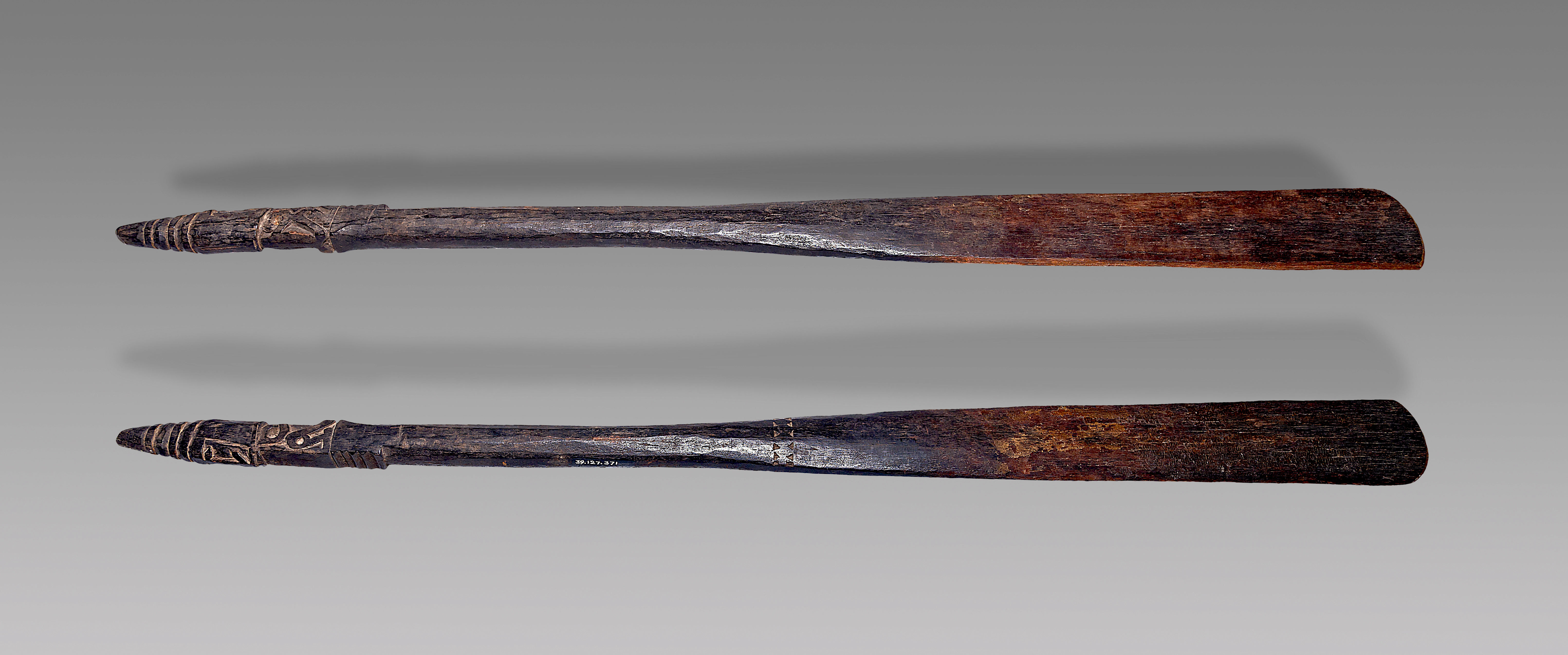
Szpatułka

Zatoka Cenderawasih (indonez. Teluk Cenderawasih, Teluk Sarera; niderl. Geelvinkbaai) – zatoka Oceanu Spokojnego; wcina się na ok. 250 km w północno-zachodnią część Nowej Gwinei, oddzielając półwysep Ptasia Głowa; szerokość ok. 300 km; od oceanu oddzielona grupą wysp, m.in. Numfoor, Yapen.
U zachodniego wejścia do zatoki leży miasto Manokwari.